# Карінуська сільська рада
Ка́рінуська сільська рада (ест. Karinu külanõukogu, рос. Каринуский сельский совет) — сільська рада в Естонській РСР, адміністративно-територіальна одиниця в складі повіту Ярвамаа (1945—1950) та Пайдеського району (1950—1954).

## Населені пункти
Сільській раді підпорядковувалися населені пункти: поселення Каріну (Karinu); села: Тюрьє (Türje), Каріну (Karinu), Рамма (Ramma), Метсла (Metsla), Пягу (Pähu).

## Історія
8 серпня 1945 року на території волості Вигмута в Ярваському повіті утворена Карінуська сільська рада з центром у поселенні Каріну. 
26 вересня 1950 року, після скасування в Естонській РСР повітового та волосного поділу, сільська рада ввійшла до складу новоутвореного Пайдеського сільського району.
17 червня 1954 року в процесі укрупнення сільських рад Естонської РСР Карінуська сільська рада ліквідована. Її територія склала східну частину Ярва-Яаніської сільської ради.